# Isidro Valles
Isidro Valles (Quisiro, estado Zulia, Venezuela, 1903-Caracas, Venezuela, 1985) fue un periodista, político, escritor y comerciante venezolano con un rol activo en la huelga petrolera en Venezuela de 1936.

## Biografía
En su juventud perteneció a la Sociedad Espiritista del Estado Zulia; más tarde se incorporó al grupo Seremos y se inició en política al lado de Valmore Rodríguez, con quien participaría en la huelga petrolera de diciembre de 1936 y enero de 1937.
Isidro Valles contrae nupcias con Domitila Matos, también natural de Quisiro. Tuvo 9 hijos. Mireya, Hernando, Américo, Nelly Armando, Elsa, Fanny, Nora y Haydee.
En sus inicios en el Estado Zulia, fue miembro del grupo SEREMOS." Los años veinte, se constituiría en la época de grandes cambios en el país, no solo sociales y económicos, sino también artísticos de avanzada. Es por ello que en Maracaibo surgió un grupo político y literario, juvenil y generacional, que intentaría conspirar contra la dictadura de Juan Vicente Gómez pero también acometería los primeros intentos vanguardistas en las letras de la región zuliana. Esta agrupación debe ser considerada la Generación del 28 en el Zulia y aun adelantada a ese movimiento generacional del centro del país, porque surgiría desde el año 1925, por lo cual podría ser denominada “Generación de 1925“, la cual fue la rebelión más contundente contra la exagerada hegemonía poética de Udón Pérez y sobre todo de sus deficientes discípulos, y de clara oposición clandestina contra el régimen.
Héctor Cuenca, auténtico líder de la agrupación, le daría un nombre sonoro, altivo y muy prometedor: “Seremos“, grupo constituido el día 6 de agosto de 1925, por iniciativa de Francisco de Rosson, escritor español residenciado en Maracaibo, con los miembros fundadores: Héctor Cuenca, Valmore Rodríguez, Ramón Díaz Sánchez, Ely Saúl Rodríguez, Manuel Noriega Trigo, Santiago Hernández Yepes, Alonso Pacheco, Alejandro Borges, Armando Simons Plumacher, Luis Felipe León, Mila Rondón, Hipólito Sibad, J.R. Bermúdez Vargas, Eugene Meriais, Jesús Alfonso Ferrer, Luis Guillermo Govea, Rafael Ángel Barroeta y Manuel González Martínez, los 4 últimos expulsados en el año 1926, después de un intento fraccionalista. Más tarde, se incorporaron otros miembros, como: Gabriel Bracho Montiel, José Ramón Pocaterra, Aníbal Mestre Fuenmayor, Rafael María López Troconis, Joaquín González Eiris, Manuel Felipe Rugeles, Héctor Araujo Ortega, José Manuel Villalobos, Rodolfo Villalobos Carrasquero, Mario Velásquez, E. Isea Sanabria, Rafael Echeverría y Julio Bustamante G. Como contertulios de la agrupación, asistían a sus reuniones escritores de generaciones anteriores, como: Elías Sánchez Rubio, José Antonio Butrón Olivares y Rogelio Yllarramendy, del Grupo “Ariel“; Jesús Enrique Lossada, del “Centro Científico de Estudiantes“; Ciro Nava, de la “Asociación de Estudiantes del Zulia“; Eduardo Matthyas Lossada y Luis Pino Ochoa, surgidos en etapas posteriores del “Centro de Estudiantes del Colegio Federal de Maracaibo“.
Más tarde, Isidro Valles sería miembro del equipo del periódico El Nacional trabajando con Miguel Otero Silva, con quien los unió una amistad entre ambas familias al igual que la de Valmore Rodríguez. Isidro Valles también trabajo como Gerente de Ventas de Industrias Pampero en sus inicios.
El 13 de mayo de 1928, mientras daba un discurso en la plaza Urdaneta de Maracaibo, fustigó la represión del gobierno de Juan Vicente Gómez contra los estudiantes en febrero y abril de ese año. Fue arrestado y encarcelado en el Castillo de San Carlos hasta 1930. No sería su único presidio.
Isidro Valles y la familia con sus cinco primeros hijos, vivieron en Barranquilla durante el exilio de la generación del 28 producido durante el Gobierno de Eleazar López Contreras, donde formó parte de los movimientos políticos que forjaron diferentes agrupaciones, incluyendo el plan de Barranquilla.

## Últimos años
Tras la muerte de Juan Vicente Gómez, en 1937, daría con sus huesos en los castillos de San Carlos y Libertador de Puerto Cabello, hasta su expulsión de Venezuela (1937). Exiliado en Panamá, México y Colombia hasta 1940, a su regreso se contó los fundadores del semanario satírico El Morrocoy Azul (1941).
Militante del Partido Comunista de Venezuela, Isidro Valles fue perseguido durante la dictadura de Marcos Pérez Jiménez. Se exilió en España (1956-1958), de donde regresó después del 23 de enero de 1958. Sobre el final de sus días de activista, fue miembro del comité de dirección de la casa de la amistad soviética-venezolana.